# Італійський дворик

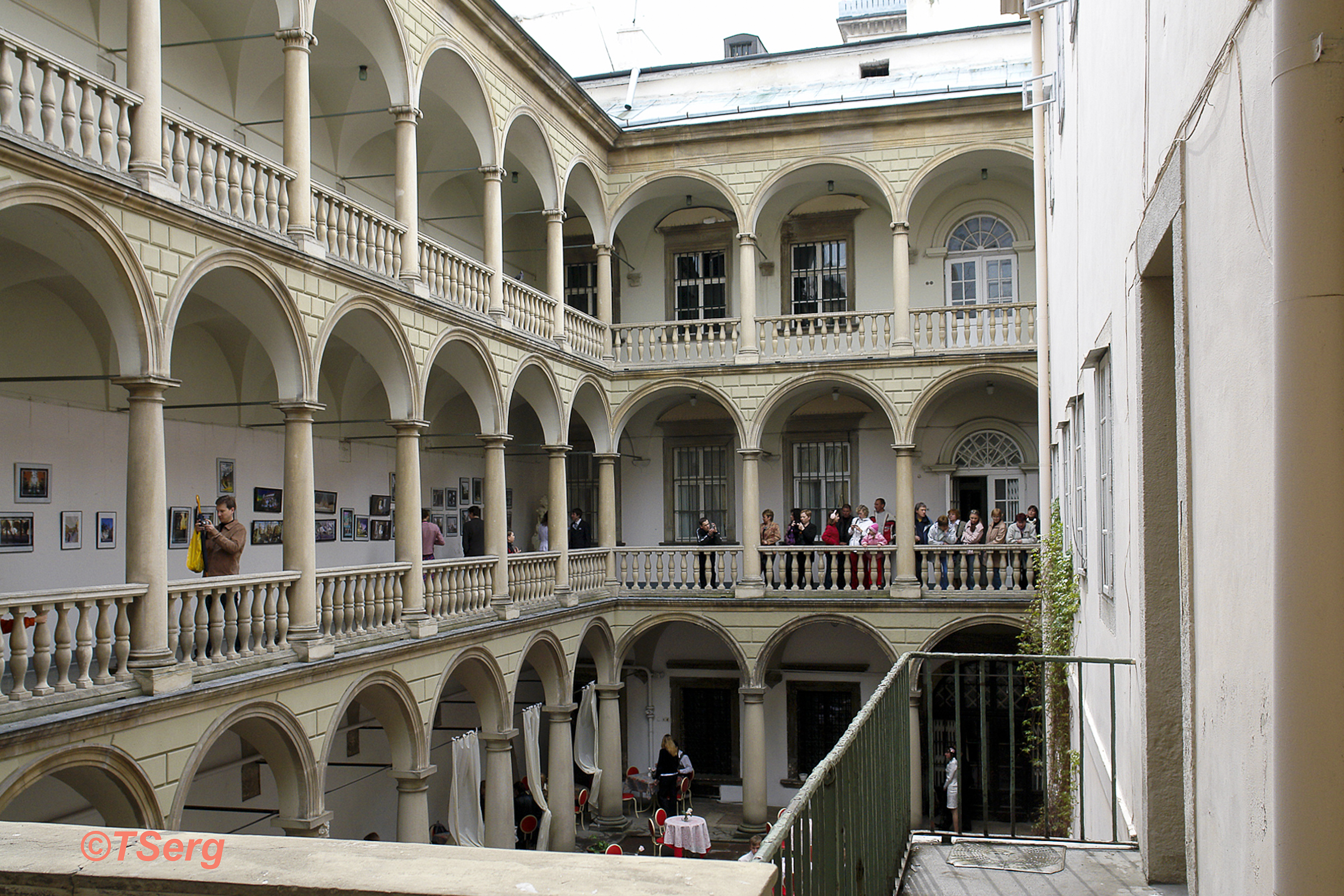
Італійський дворик

Італійський (або Венеційський) дворик (зведений 1580 року) — розташований у Палаці Корнякта, будинку № 6 на площі Ринок у Львові — пам'ятка ренесансної архітектури, яку також називають Королівською кам'яницею. Створювали цю красу італійські архітектори Петро Барбона та Павло Римлянин на замовлення великого мецената Констянтина Корнякта. Дворик знаходиться у внутрішньому подвір'ї палацу і до нього можуть потрапити всі охочі за символічну плату. В ньому гармонійно передається атмосфера двориків Венеції та Риму.

## Відпочинок
У цьому подвір'ї в теплу пору року працює кафе, відбуваються  концерти, фестивалі класичної і джазової музики, унікальна акустика також створює незабутнє враження.

### Музика
Неповторну атмосферу цьому місці надає і жива музика, яка починається щовечора о 19 годині в теплу пору року. Чудовою характеристикою є те, що у дворику є повна звукоізоляція від шуму міста. А музика у стилі джаз перетворює перебування у італійському дворику на божественну казку. Музику італійських виконавців тут можна послухати зі справжніх вінілів, що надає у цьому місці особливого звучання.

### Фільми
Чудовим доповненням до відпочинку на вихідних слугують безкоштовні суботні покази фільмів о 21 годині, які дозволять людям повністю віддалитися від навколишнього середовища і просто розслабитися. Вже у XVIII столітті тут ставили п'єси Шекспіра.

### Кафе
На даний час у італійському дворику знаходиться кафе, у якому відвідувачі можуть приємно провести час просто неба. У ньому можна насолодитися традиційними стравами італійської кухні: салат капрезе, пасту, брускетти, паніно. А також поспілкуватися з друзями за келихом освіжаючого лимонаду, вина чи коктейлю.Кав’ярня в Італійському дворику — обов’язковий об’єкт для відвідин під час екскурсії “З кавою по Львову”.
Як зазначає керівник кав'ярні Італійський дворик Богдан Павлюх: «Італійський дворик — це й ніби площа Ринок, але тут немає того шуму і руху, що є на самій площі. Тут затишно, тихо, і можна спокійно насолоджуватись атмосферою старого міста за келихом базилікового лимонаду». [Архівовано 30 вересня 2016 у Wayback Machine.]

## Архітектура
Саме оформлення італійського дворика вражає неймовірною красою — на стінах можна побачити велику кількість чудових картин, а вигляд з балкону будинку Корнякта дає змогу побачити майже усю панораму цього внутрішнього подвір'я. 
- Щонайперше увагу в італійському дворику привертають речі старовини, що є однолітками кам’яниці. Це так званий кам’яний лев Лоренцовича, який наприкінці XVI століття був встановлений на колоні перед входом у ратушу як символ міста. Історія цього лева — своєрідний “екшин” з викраденням, переслідуванням та бійнею за життя львівського бургомістра.
- З 1940 року зберігається тут також дзвін “Ісайя”, який відносять до XVI століття. Місцем його попереднього розташування є Домініканський костел у Львові.
- В Італійському дворику зберігається також нагробна плита з білого мармуру з вирізьбленим орнаментом. Такі плити називають хачкарі. Це вірменські пам’ятники, кам’яні стели із вирізьбленим хрестом, які розміщували на території вірменських храмів, при дорогах, у монастирях. Напис давньовірменською мовою на камені-хачкарі, збереженому в Італійському дворику, повідомляє про побожного мужа з Вірменії, сина Магдеса Аствацатура, що помер 15 травня 1797 року.  [Архівовано 4 листопада 2016 у Wayback Machine.]

Неймовірно приємну атмосферу створює архітектура навколо італійського дворика, яка у поєднані з антикварними меблями, дає змогу повернутися на декілька століть у минуле. Строгий фасад, підкреслений чітким ритмом вікон, прикрашених трикутними сандриками, легкі ажурні аркади лоджії «італійського дворика», розташовані по периметру,зберігають форми ренесансного палаццо.

## Прангер
У подвір'ї можна оглянути прангер — ганебний стовп. Уже в 1425 році у центрі міста на площі Ринок стояв такий стовп, спочатку він був дерев'яним,а згодом кам'яним. Він відтворює фігури львівського “пана малодоброго”, тобто ката та богині правосуддя Феміди, що стоїть до нього із зав’язаними очима. У одній руці богині були терези, у іншій — меч. Стовп постраждав при падінні вежі ратуші в 1826 році. До нижньої частини стовпа були прикріплені залізні кільця. На кілька днів до них приковували, «виставляючи на ганьбу», дрібних злодіїв, п'яниць, хуліганів. Тут же виконувалися і смертні вироки. Для цього біля стовпа споруджували тимчасовий поміст і ешафот. Цікаво, що на цьому місці смертю карали тільки дворян. Так були страчені молдовські господарі (князі) Томжі і Янкула, а 16 червня 1578 року - національний герой українського і румунського народів, один з керівників запорізького козацтва Іван Підкова. Львівський стовп ганьби знаходиться тут, в Італійському дворику. Однак, кам'яний стовп XVII століття знаходиться в напівзруйнованому стані, тому була зроблена його копія. Львівський скульптор Мирослав Романів виконав 1973 року реконструкцію прангера на замовлення Львівського історичного музею.